# Tipula (Eumicrotipula) latifolia
Tipula (Eumicrotipula) latifolia is een tweevleugelige uit de familie langpootmuggen (Tipulidae). De soort komt voor in het Neotropisch gebied.